# Ferdinand Hanisch
Ferdinand Hanisch (15. července 1838 – 20. února 1927) byl rakouský právník a politik německé národnosti z Moravy, v 2. polovině 19. století poslanec Říšské rady.

## Biografie
V roce 1856 absolvoval gymnázium v Litomyšli, v letech 1856–1860 studoval právo na Vídeňské univerzitě, v roce 1863 získal titul doktora práv. V roce 1869 se stal advokátem v Brně. Počátkem roku 1870 se v tisku uvádí, že Hanisch si otevřel svou kancelář v Brně na Velkém náměstí v Kaunicově paláci. od roku 1873 působil jako notář ve Svitavách, od roku 1893 opět v Brně.
V zemských volbách v roce 1871 byl zvolen na Moravský zemský sněm za kurii venkovských obcí, obvod Moravská Třebová, Svitavy a Jevíčko. Mandát tu získal i v druhých zemských volbách konaných roku 1871. Na mandát poslance zemského sněmu rezignoval roku 1875. Zemský sněm ho roku 1871 delegoval i do Říšské rady (celostátní parlament, volený nepřímo zemskými sněmy).
Mezi jeho příbuzné patřil českoněmecký politik Julius Hanisch.
V roce 1902 se uvádí jako předseda brněnské komory notářů. V roce 1914 získal JUDr. Ferdinand Hanisch, notář v Brně, Řád Františka Josefa. Po roce 1918 byl na odpočinku.